# ديفيد غريفيثز (لاعب غولف)
ديفيد غريفيثز (بالإنجليزية: David Griffiths)‏ هو لاعب غولف بريطاني، ولد في 26 مايو 1980 في واتفورد في المملكة المتحدة.

## وصلات خارجية
- ديفيد غريفيثز على موقع رابطة لاعبي الغولف المحترفين (الإنجليزية)
- ديفيد غريفيثز على موقع رابطة أوروبا للاعبي الغولف المحترفين (الإنجليزية)
- ديفيد غريفيثز على موقع التصنيف العالمي الرسمي للغولف (الإنجليزية)